# Tromba bassa
La tromba bassa è un tipo di tromba sviluppata intorno al 1820 in Germania. 
Essa è caratterizzata da un suono simile ma più duro e metallico rispetto al trombone (anche di quello a pistoni). Normalmente è intonata in Do o Sib, ma è possibile trovare anche delle trombe basse in Mib. A causa delle dimensioni del bocchino, viene suonata da un trombonista.
In partitura è sempre trattata come uno strumento traspositore e suona un'ottava, una sesta o una nona (a seconda dell'intonazione) al di sotto di ciò che è scritto sullo spartito. Alcuni costruttori di strumenti hanno in catalogo dei flicorni tenori "corti", e spesso, in questa circostanza, i tromboni a pistoni e le trombe basse montano le stesse "macchine", le stesse campane e gli stessi canneggi. In questo caso sono strumenti fondamentalmente identici ai tromboni a pistoni.

## Storia
Il riferimento più antico alla tromba bassa è del 1821 nell'Allgemeine musikalische Zeitung, nel Chromatische Tenor-trompetenbaß di Heinrich Stozel, un'altra descrizione della stessa epoca si trova nel Chromatische Trompetenbaß di Schlott. Ci furono altre varianti che furono prodotte negli anni 20 del 1800 e furono impiegate soprattutto nelle bande militari. Al giorno d'oggi esistono diverse trombe basse in commercio: da segnalare le versioni tedesche a cilindri (in Sib, Do e Mib), il modello 440 della Bach a pistoni (in Sib) e le versioni economiche, prodotte nei paesi dell'Est.
Il primo utilizzo della Tromba Bassa è nella Tetralogia di Richard Wagner, che successivamente non userà più questo strumento. Nelle opere della Tetralogia la tromba bassa ha un utilizzo prevalentemente solistico, in particolar modo nella Valchiria. In seguito la Tromba bassa è stata utilizzata solo sporadicamente.

## Interpreti
Si annoverano tra i tanti, Cy Touff ed Elliot Mason che sono stati tra i pochi musicisti jazz a suonare la tromba bassa; il musicista di musica salsa Willie Colón.

## Opere
- Richard Wagner, Der Ring des Nibelungen (Das Rheingold, Die Walküre, Siegfried, Götterdämmerung) (1853–1874)
- Richard Strauss, Guntram (1894), Elektra (1908)
- Hans Werner Henze, Das Floß der Medusa (1968)
- György Ligeti, Le grand Macabre
- Aribert Reimann, Troades

## Brani sinfonici
- Hector Berlioz, Requiem
- Richard Strauss, Macbeth (1890)
- Arnold Schönberg, Gurrelieder (1911)
- Igor Stravinsky, Le sacre du printemps (1913)
- Igor Stravinsky, Canticum Sacrum
- Anton Webern, Orchesterstücke (1913)
- Bela Bartok, Kossuth
- Leos Janácek, Sinfonietta (1925)
- Leos Janácek, Concerto per violino
- Leos Janácek, Totenhaus Suite
- Friedrich Cerha, Exercises (1967)
- Toru Takemitsu, Visions for Orchestra (Mystere)
- Hans Werner Henze, Requiem